# لياندرا ليتل
لياندرا ليتل (بالإنجليزية: Leandra Little)‏ (8 نوفمبر 1984 في المملكة المتحدة - ) هي لاعبة كرة قدم بريطانية في مركز الدفاع. لعبت مع نادي ليفربول.

## وصلات خارجية
- لياندرا ليتل على موقع كرة السلة الأوروبية.كوم (الإنجليزية)
- لياندرا ليتل على موقع قاعدة بيانات كرة القدم.إي يو (الإنجليزية)
- لياندرا ليتل على موقع Soccerway.com (الإنجليزية)